# 詹姆斯·格雷果里
詹姆斯·格雷果里（James Gregory，1638年11月—1675年10月），苏格兰数学家、天文学家。他最早证明微积分基本定理，并发明了最早的反射望远镜（格里望遠鏡)。

## 生平
格雷果里1638年11月生于苏格兰阿伯丁附近，初就学于阿伯丁。1665年到意大利帕多瓦大学，继续研究数学和天文。 1668年回到苏格兰，任圣安德鲁斯大学和爱丁堡大学教授。后因过度的太阳观测损及視力，终至失明，不久去世。1675年10月卒于爱丁堡。

## 贡献
格雷果里1661年发明以他的名字命名的反射望远镜，记载在《光学的进展》一文中。他同时提出用光度测定法估计恒星的距离。
格雷果里最早注意到级数的敛散性，区分代数函数和超越函数。在通信中还提出若干新的成果，如二项级数和牛顿插值公式等。